# المدرسة الهندية البحرين
المدرسة الهندية البحرين هي مدرسة خاصة تابعة للمجلس المركزي للتعليم الثانوي بالهند. تقع المدرسة في مدينة عيسى بمملكة البحرين. تأسست في العام 1950. المدرسة الهندية البحرين تضم حوالي 12 ألف طالب وهي أحد أكبر المدارس المختلطة في منطقة الخليج العربي.